# Obuasi
Obuasi è una città del Ghana, nella regione dell'Ashanti.
La città ha una sua stazione ferroviaria, sulla linea che collega Kumasi a Sekondi.

## Amministrazione

### Gemellaggi
- Riverside